# Megumi Nakata
Megumi Nakata (ur. 6 grudnia 1988) – japońska lekkoatletka, tyczkarka.

## Osiągnięcia
| Rok  | Impreza                               | Miejsce   | Lokata            | Wynik |
| ---- | ------------------------------------- | --------- | ----------------- | ----- |
| 2005 | Mistrzostwa świata juniorów młodszych | Marrakesz | el. – 18. miejsce | 3,65  |
| 2012 | Halowe mistrzostwa Azji               | Hangzhou  | 3. miejsce        | 4,15  |

## Rekordy życiowe
- Skok o tyczce – 4,23 (2010)
- Skok o tyczce (hala) – 4,15 (2012)